# Zagrmlje
Zagërmë en albanais et Zagrmlje en serbe latin (en serbe cyrillique : Загрмље) est une localité du Kosovo située dans la commune/municipalité de Pejë/Peć et dans le district de Pejë/Peć. Selon le recensement kosovar de 2011, elle compte 27 habitants, tous albanais.

## Démographie

### Évolution historique de la population dans la localité
| 1948 | 1953 | 1961 | 1971 | 1981 | 1991 | 2011 |
| ---- | ---- | ---- | ---- | ---- | ---- | ---- |
| 106  | 135  | 161  | 168  | 185  | 162  | 27   |

|  |